# Parrellathrips ullmanae
Parrellathrips ullmanae är en insektsart som beskrevs av Laurence A. Mound och Marullo 1998. Parrellathrips ullmanae ingår i släktet Parrellathrips och familjen Fauriellidae. Inga underarter finns listade i Catalogue of Life.